# 宿院頓宮
宿院頓宮（しゅくいんとんぐう）は、大阪府堺市堺区にある頓宮・神社である。

## 由緒
住吉大社の御旅所として設置され（年代不詳）、住吉の「宿居」から転じて「宿院」と呼ばれるようになったと言われる。古くから夏の大祓日に住吉大社から神輿を迎え、境内西側にある飯匙堀で「荒和大祓神事」が行われてきた。
明治以降は大鳥大社からも神輿の渡御が行われるようになり、国境の町「堺」を象徴する、摂津国和泉国両一宮の頓宮となった。現在は、7月31日に大鳥大社から、8月1日に住吉大社から神輿の渡御が行われている。
神社としては、大正期に境内へ遷座された「波除住吉神社」と「大鳥井瀬神社」の2社がある。堺大空襲による焼失以前は2社殿が並んでいたが、以降は一社殿にて合わせ祀られている。

## 祭神
- 住吉大神（底筒男命・中筒男命・表筒男命、息長足姫命）
- 大鳥井瀬大神（弟橘媛命）

## 歴史
- 年代不詳、住吉大社の御旅所となる。
- 706年（慶雲3年）、大鳥井瀬神社創建。
  - 式内社。大鳥五社の一社。大鳥郡蜂田郷平岡もしくは堀上に鎮座。
- 1816年（文化13年）、波除住吉神社創建（1841年（天保12年）の勧請とする説もある）。
  - 旧堺港の海上守護として、住吉大社の分霊を勧請した。当初は吾妻橋通（現在の堺駅付近）に鎮座。
- 1860年（万延元年）、波除住吉神社を旧堺港小波止へ遷座。
  - ただし、1851年（嘉永4年）の『嘉永改正堺大絵図』において、小波止に「新住吉」の記載が既に見られる。
  - 現在の北波止緑地。菅原神社の御旅所の隣に神社跡碑が建てられ、対岸の大浜公園にあった龍女神像が2000年（平成12年）に復元設置された。
- 1875年（明治8年）、大鳥大社の御旅所となる。
- 1878年（明治11年）、大鳥井瀬神社を大鳥大社境内へ遷座。
- 1921年（大正10年）、波除住吉神社を宿院頓宮境内へ遷座。
- 1922年（大正11年）、大鳥井瀬神社を宿院頓宮境内へ遷座。
- 1945年（昭和20年）、堺大空襲により社殿焼失。
- 1949年（昭和24年）、社殿再建。
  - 御用材は廣田神社から譲られたものを使用。
  - この間、フェニックス通り（宿院通り）の貫通・拡幅等によって、神域が六分の一程度に縮小された。以前の神域は東西84間・南北60間（旧間）で、フェニックス通り北側の大町東にも及んでいた。フェニックス通りの分離帯に「住吉大鳥両大社頓宮」と書かれた石柱（山之口筋交差点）や旧宿院跡碑が建てられており、かつて神域であったことを表している[1]。

## 祭事
- 歳旦祭 - 1月1日
- 桜祭り - 4月上旬
- 大鳥大社渡御祭 - 7月31日
- 住吉大社渡御祭・荒和大祓神事 - 8月1日
- 除夜祭 - 12月31日

## 境内
- 本殿
- 拝殿
- 飯匙堀 - 海幸山幸の神話に登場する潮干珠を埋めたところとされ、雨水が溜まらないと言われる。
- 兜神社旧蹟碑 - 現在は開口神社へ合祀されている。

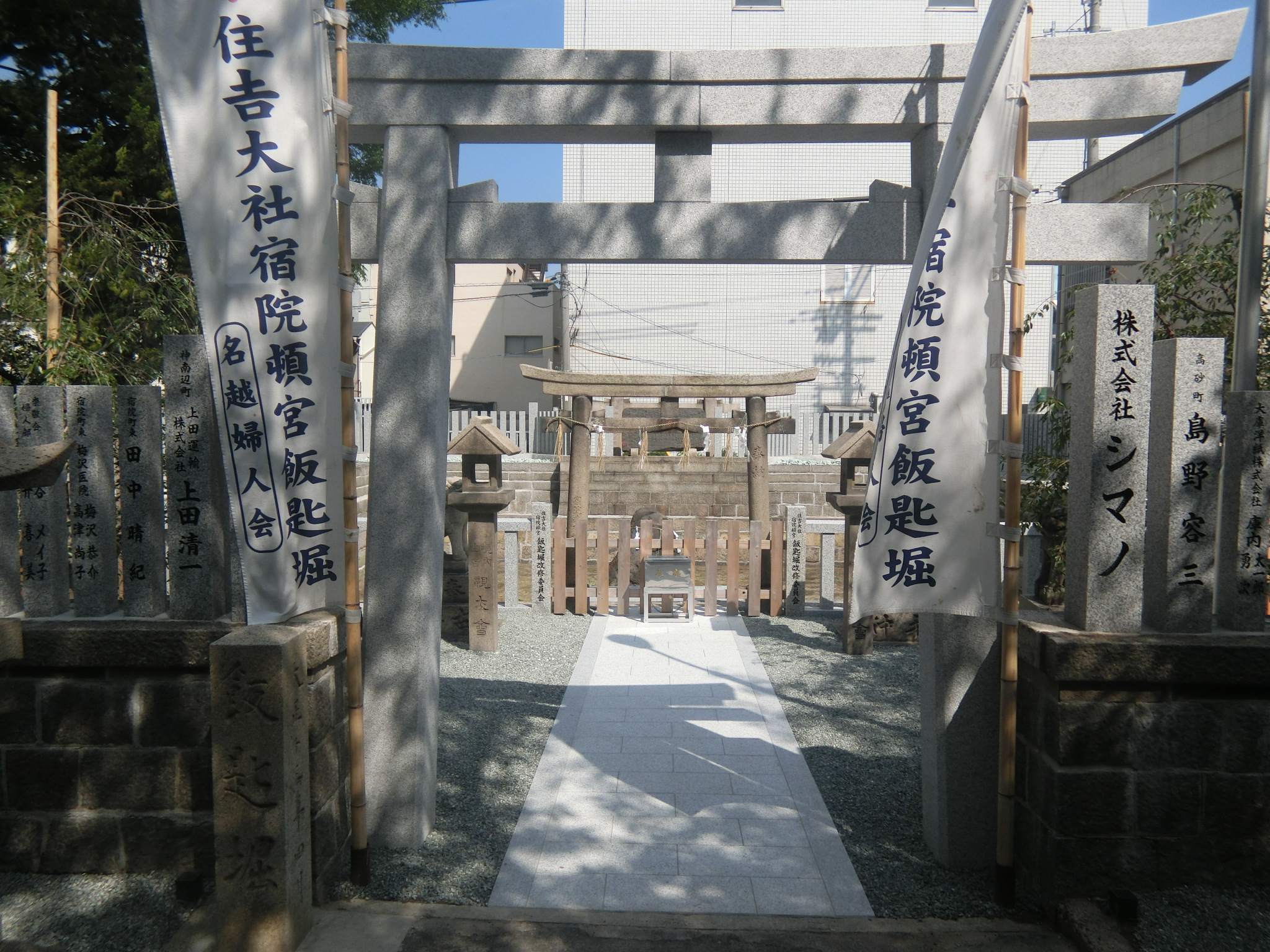

- 宿院町公園
  - 白夜の兎群像

2016年に改修が行われた飯匙堀

## 交通
- 阪堺電気軌道阪堺線 宿院停留場